# Dorstadt
Dorstadt è un comune di 681 abitanti della Bassa Sassonia, in Germania.
Appartiene al circondario (Landkreis) di Wolfenbüttel (targa WF) ed è parte della comunità amministrativa (Samtgemeinde) di Oderwald.
Secondo una versione del racconto, come esposto nella pellicola La papessa, sarebbe una delle due città di formazione  della papessa Giovanna, dove ne avrebbe frequentato la scuola cattedrale.